# Cornalba
Cornalba ist eine italienische Gemeinde (comune) in der Provinz Bergamo in der Region Lombardei mit 306 Einwohnern (Stand 31. Dezember 2024).

## Geographie
Cornalba liegt 20 Kilometer nordöstlich der Provinzhauptstadt Bergamo und 60 Kilometer nordöstlich der Metropole Mailand.
Die Nachbargemeinden sind Costa Serina, Gazzaniga, Oltre il Colle, Oneta, Serina und Vertova.

## Sehenswürdigkeiten
- Die Pfarrkirche San Pietro wurde im 15. Jahrhundert erbaut und etwa drei Jahrhunderte später komplett saniert. Sie enthält eine Arkade aus dem 19. Jahrhundert.